# Parafia św. Kazimierza w Hammond
Parafia św. Kazimierza w Hammond (ang. St. Casimir's Parish) – parafia rzymskokatolicka położona w Hammond w stanie Indiana, Stany Zjednoczone.
Jest ona wieloetniczną parafią w diecezji Gary, z mszą św. w j. polskim dla polskich imigrantów.
Parafia jest pod wezwaniem św. Kazimierza Jagiellończyka.
W 2009 roku parafia liczyła 700 rodzin.

## Nabożeństwa w j. polskim
- Niedziela: 7:30

## Szkoły
- St. Casimir School